# 第2次トランプ政権
第2次ドナルド・トランプ政権（だい2じドナルド・トランプせいけん、英語: Second Presidency of Donald Trump、Donald Trump administration）は、2024年の大統領選挙で民主党のカマラ・ハリス副大統領(当時)に勝利したドナルド・トランプが2025年1月20日に大統領に就任して発足したアメリカ合衆国の政権である。トランプは2017年から2021年まで第45代大統領を一期務めており、1893年のグロバー・クリーブランドに続いて132年ぶり、史上2人目の非連続任期の大統領である。さらに、史上最年長で就任した大統領であり、弾劾された後に就任した史上最初の大統領であり、2024年5月の起訴で重罪の有罪判決を受けた後に就任した史上最初の大統領である。
ドナルド・トランプは、第2期の最初の法律としてレイケン・ライリー法に署名した。初日には2021年のアメリカ合衆国議会議事堂襲撃事件の犯罪で有罪判決を受けた約1,500人に恩赦を与えた。最初の1ヶ月で、約70件の（近年のどの大統領より大幅に多い）大統領令に署名し、そのうち多数が裁判で係争中である。大統領令を含めたトランプ政権の非常に物議を醸す広範な活動に対しては、2025年4月1日現在、159件もの訴訟が起こされており、そのうち156件が係争中となっている。移民に関しては、トランプはアメリカ合衆国への入国を求める亡命希望者を阻止する大統領令に署名し、アメリカ＝メキシコ国境における国家緊急事態を宣言し、ドラッグ・カルテルをテロリスト組織として指定し、出生地主義の市民権の廃止を試みた。トランプは実業家のイーロン・マスクが率いる「政府効率化省（DOGE）」と呼ばれるタスクフォースを設立し、アメリカ合衆国連邦政府の支出削減、官僚制度の縮小、それに伴うアメリカ合衆国連邦政府職員の大量解雇を進行している。
国際問題では、トランプはアメリカ合衆国を世界保健機関（WHO）と気候変動に関するパリ協定から脱退させた。トランプはカナダとメキシコとの貿易戦争を開始し、進行中の中国との貿易戦争を継続している。トランプは繰り返しカナダ、グリーンランド、パナマ運河の併合を表明している。ガザ戦争への応答としては、アメリカによるガザ地区の占領、パレスチナの人々のアラブ諸国への強制移住、ガザの旅行リゾードへの再建を提案している。ロシアのウクライナ侵攻が続く中で、トランプ政権はウクライナへの情報提供と軍事援助を停止し、ロシアへの譲歩を提示し、アメリカの支援の見返りとしてウクライナの石油と鉱物の半分を要求し、侵攻に対してはウクライナが部分的な責任を負う必要があると述べた。トランプ政権は、ウクライナが潜在的な停戦に合意した後、援助を再開した。

## 移行期間、就任式、最初の100日間
大統領移行期間が始まったのはトランプの2024年アメリカ合衆国大統領選挙での勝利だったが、実際には、トランプは2024年8月からリンダ・マクマホンとハワード・ラトニックを選出し、移行計画を開始させていた。ニューヨーク・タイムズによると、トランプは「迷信深い」人物だったため、選挙日が終わるまで大統領移行プロセスについて議論することを避けていた。トランプの移行チームは、連邦政府の大幅な再編を目的とする計画プロジェクト2025により選挙中に物議を醸した保守系シンクタンクのヘリテージ財団ではなく、アメリカ・ファースト政策研究所の研究成果をもとに行動していた。 10月までに、トランプは連邦の大統領移行プロセスに参加しておらず、11月時点で必要とされる倫理誓約書への署名を行っていなかった。トランプは移行期間中に内閣と政権の指名を発表した。
2025年1月20日、トランプは、大統領を務めたジョー・バイデンの後継者としてアメリカ合衆国議会議事堂で大統領に就任した。アメリカ合衆国最高裁判所長官のジョン・ロバートがトランプを役職就任させた。就任式は室内のアメリカ合衆国議会議事堂のロタンダで行われた。就任式の2日前、トランプはミームコインの$Trumpを発行した。就任後の最初の数週間で、トランプは、連邦法、連邦規則、アメリカ合衆国憲法を無視または違反する多数の行動を起こした。

## 政権

### 内閣
トランプの閣僚人事は、ニュースメディアにより、関連する職務職務経験よりもトランプへの個人的な忠誠心を重視しており、相反するイデオロギーや「多岐にわたる個性」を持つ人々が選ばれたと評された。現代史において最も金持ちの政権とも評されており、トランプは13人以上のビリオネアを政府の役職に選出した。トランプ政権の高官やイーロン・マスクは、トランプの指名者に投票しなかった共和党の上院議員たちに対して、今後の選挙では対立候補に資金提供を行うと脅迫している。それにもかかわらず、スーザン・コリンズ、ミッチ・マコーネル、リサ・マコーウスキーの3人の共和党議員は、トランプの指名者の少なくとも1人に反対票を投じた。国防長官ピート・ヘグセスの指名には3人全員が反対票を投じた。

### 忠誠者テストと大量解雇
第2次トランプ政権が始まると、求職者に対してトランプ大統領の政策への忠誠心を審査するために、ホワイトハウスの審査チームが各連邦機関に派遣された。就任初日、トランプは、能力主義に基づく連邦政府の採用慣行と「我が国の憲法への献身」を回復すると主張する大統領令に署名した。政府機関繰り延べ辞職プログラムの一環として、トランプ政権は連邦政府機関の職員に「忠誠心」を要求している。トランプ政権下の司法省は、政治的に中立な言動を行う慣行から逸脱し、「不服従（insubordination）」と「忌まわしい行為（abhorrent conduct）」に関する覚書を発行し、トランプの支出削減努力に反対する者たちは「地の果てまで」追いかけていくことを誓った。これは、現職および元法執行官によって、トランプに十分に忠実でない捜査官に対する脅迫キャンペーンだと評された。国家情報機関および法執行機関のトップの地位の候補者には、トランプへの忠誠心テストが課された。候補者は、1月6日の事件（アメリカ合衆国議会襲撃事件）が「内部犯行（inside job）」であったかどうか、2020年の選挙が「盗まれた（stolen）」選挙であったかどうかについて、イエスかノーで答えるよう求められた。両方の質問にイエスと答えなかった者は採用されなかった。

### 顧問
トランプは、イーロン・マスク、その他の政治活動家たち、反ユダヤ主義のタスクフォースからの支援を受けてきた。トランプの顧問には、教育分野を担当するクリストファー・ルフォ、国内政策と移民政策のスティーブン・ミラー、プロジェクト2025の4人の共著者ラッセル・ヴォート、ピーター・ナヴァロ、ポール・アトキンス、ブレンダン・カーがいる。

## 政敵とメディアに対する行動
2024年の大統領選挙キャンペーンを通じて、トランプは自分が政敵だと見なした相手に対して報復を行うことを頻繁に約束しており、自分には政敵を徹底的に追いかける「あらゆる権利」があると述べている。トランプは、彼が誤解を招くと主張している政治的反対意見や、トランプ政権の正当性を疑問視していると彼が主張する政治的反対意見を違法化するべきだと繰り返し示唆しており、たとえば、彼に有利な判決を下した裁判官に対して批判した者は「非常に重い罰金を課され、さらにそれ以上の罰を受けるべきだ」と述べている。トランプはまた、自分に不利な報道をした報道機関の免許を取り消すよう繰り返し要求しており、リークの情報源を明かすことを拒否した記者を投獄すると脅した。ニューヨーク・タイムズは、トランプは「政治的道具として人々の不満を利用し、彼が強力で形のない『ディープステート』であると主張する存在の犠牲者として自分自身を描写している」と評している。
大統領就任後に自分が敵対者だと見なした相手に対して一連の報復措置を講じ、将来的に彼の邪魔をする可能性がある者を脅迫しているため、トランプは復讐を行っていると評された。

### 安全保障とセキュリティ・クリアランスの解除
トランプは、イランからの暗殺の脅威に晒されてきた元国務長官マイク・ポンペオ、補佐官のブライアン・フック、ジョン・ボルトンの警護を取り消した。警護の撤回は、彼が敵対者だと見なした人物を標的にするというトランプの誓約の一環として説明された。トランプはまた、複数の殺害予告を受けている元国立アレルギー・感染症研究所（NIAID）所長アンソニー・ファウチの警護も取り消し、記者団に対して、たとえ警護を撤回した元政府高官に危害が及んだとしても、自分は何の責任も感じないと発言した。

### 司法省を利用した捜査
トランプは、過去に司法省は自身に対して「兵器化されていた」という根拠のない主張を行いながら、司法省を利用して敵対者を罰し、同盟者に報いる行動を取っている。トランプは司法長官に対して、「連邦政府の兵器化」と「政府による言論の検閲」を理由にバイデン政権を捜査するよう命じた。ガーディアンは、この捜査を「個人的な不満に対する政治的動機に基づいた捜査」であると評している。この命令は、バイデン政権に対する誤解を招く告発を行うもので、バイデン政権はトランプと彼の支持者に対して犯罪行為を行ったと主張しており、「過去の不正行為を正す」ための証拠を見つけるよう要求している。トランプは、民主党と連携する政敵、批判者、組織に対して脅迫を行い、大統領令への署名後、捜査の実施を命じた。
2025年4月24日、トランプは大統領覚書を発出し、民主党の政治インフラを弱体化させる試みとして、民主党のファンドレイジングプラットフォームActBlueを捜査するよう司法省に命令した。この行動は、トランプが敵や国内の反対者と見做した相手を標的とするように政府機関に命じる3週間で3度目の出来事であり、ニューヨーク・タイムズはこれを「ウォーターゲート事件後の司法省の独立性という社会規範を、第1期中に行ったよりもはるかに侵害するものだ」と評した。

### メディアに対する攻撃
大統領再選後、トランプは特定の報道機関に対して訴訟を起こし、ブラックリストを作成した。さらに、伝統的に大統領へのアクセス権を得られる報道機関を選択してきたホワイトハウス記者協会の運営プロセスを取り上げた。1月22日、トランプの連邦通信委員会（FCC）委員長ブレンダン・カーは、CBS、ABC、NBCに対して放送内容の偏りに関する3つの調査を再開したが、調査ではFoxニュースを対象外にした。カーは以前、トランプや共和党全般に対して不公平だと見なしたニュース放送局に懲罰を加えることを約束していた。1月29日、カーは公共放送ネットワークのNPRとPBSに対して、放送局での引受業務告知（underwriting announcements）の捜査を命じ、議会にこれらの組織への資金提供を停止することを推奨した（この行動は、カーが執筆したプロジェクト2025のセクションの記述と一致している）。トランプは以前提案した最初の予算削減で、公共放送、美術館、図書館、博物館への資金提供を打ち切ることを提案していた。カーはNPRとPBSの責任者に苦情を記した書簡を送ったが、民主党のFCCコミッショナーから要求されたコピーの提出は無視した。2月12日、カーはNBCニュースとユニバーサル・スタジオの親会社であるコムキャストに対する、多様性、公平性、包括性（DEI）プログラムに関する捜査を開始した。
2025年2月、トランプ政権は、AP通信が「アメリカ湾」の代わりに「メキシコ湾」という名称を使用したことを非難し、それ理由としてAP通信のジャーナリストがホワイトハウスでのイベントを取材することを妨害した。
2月21日、その後のホワイトハウスによる取材の禁止を受けて、AP通信はトランプ政権に対して訴訟を起こした。AP通信は、その中で「報道機関とアメリカ合衆国の全ての人々は、政府から報復されることなく、自身の言葉を選ぶ権利を持っており（…）憲法は政府が言論を統制することを認めていない。そのような政府の統制と報復を容認することは、全てのアメリカ人の自由に対する脅威である」と述べている。
2025年4月8日、連邦地区裁判官トレバー・マクファデンは、AP通信が求めていた予備的差止命令を認め、ホワイトハウスはAP対Budowichの裁判の進行中はAP通信に課した取材制限を解除しなければならないと判断した。4月13日、裁判所命令が存在するにも関わらず、トランプ政権は、トランプとエルサルバドルのナジブ・ブケレ大統領との執務室での会談をAP通信が取材することを妨害した。

### 法律専門家に対する攻撃
2025年3月、トランプは法律事務所を標的にすると宣言し、専門家たちはこの動きを前代未聞の行為だと呼んだ。トランプはまず、元特別検察官ジャック・スミスの弁護を担当していたコヴィントン&バーリング法律事務所の全弁護士のセキュリティ・クリアランスの無効化を命じた。スミスは、トランプの選挙妨害事件と機密文書事件の両方で、トランプに対する連邦捜査と訴追を主導していた。
その後、トランプはそれぞれ別の法律事務所を対象とした大統領令14230号と14237号に署名した。1つ目の大統領令は、パーキンス・クイ法律事務所の全従業員のセキュリティ・クリアランスを無効化した上、同事務所が連邦政府の契約者から資金を受け取ることを禁止し、同事務所の弁護士の連邦庁舎への立ち入りを禁止した。パーキンス・クイ法律事務所は、2016年の大統領選挙キャンペーンでヒラリー・クリントンの弁護士を務めており、その立場で後にトランプとロシアとの関係が記されたスティール調査書類につながる反対派の調査費用を支払っていた。2つ目の大統領令は、ポール・ワイス・リフキンド・ワートン・ギャリソン法律事務所（ポール・ワイスとして知られる）と、同事務所の元パートナー弁護士のマーク・ポメランツに対する同様の命令であった。ポメランツはマンハッタン地方検察局と協力して働いており、その後トランプを業務記録偽造で起訴し、トランプは重罪の有罪判決を受けた。同事務所は1月6日のアメリカ合衆国議会議事堂襲撃事件の訴訟のためにプロボノ活動を行っていた。トランプはその後、ポール・ワイスが政権に4,000万ドル分の無料法律サービスを提供し、多様性ポリシーを終了することを約束するなど、一連の条件に合意した後、大統領令14237号を撤回した。
数日以内、トランプはさらに、ジェンナー＆ブロック法律事務所を標的とした大統領令14246号を発令した。同事務所は、ミュラー特別検察官の捜査で仕事をした後のアンドリュー・ワイスマンを雇用していた。2日後、トランプはロバート・ミュラーがパートナー弁護士であったウィルマー・カトラー・ピッカリング・ヘイル・アンド・ドール法律事務所（ウィルマー・ヘイルとして知られる）を標的としたさらに別の大統領令を発令した。同事務所は、ミュラー特別検察官の捜査で働いていたアーロン・ゼブリーとジェームズ・クアルズも雇用していた。

### 高等教育機関に対する攻撃
トランプと共和党は、学内のカリキュラム、抗議活動、政治的表現、演説者を締め付けることを目的とした、憲法の言論の自由の保護を弱体化させる新しい法律や政策を提唱、追求していると言われている。
2025年3月、トランプ政権はコロンビア大学への4億ドルの連邦資金をキャンセルすることを発表した。
コロンビア大学の歴史学部の41人の教職員は、大学の学長と理事会に書簡を送り、「権威主義体制は常に独立した学術機関の支配を企てるもの」であり、コロンビア大学は抵抗するべきだと述べた。
移民・関税執行局（ICE）は、30歳の合法的な永住者であり、コロンビア大学の学生であるマフムード・カリルを逮捕し、抗議活動に参加した他の者たちとともに反ユダヤ主義の疑いで国外追放しようとした。この行動は、法律専門家たちにより、アメリカ合衆国憲法修正第1条の違反であり、トランプ政権へのより広範な反対意見の申し立てに対して恐怖による萎縮効果を与えるものであると評された。
2025年3月、トランプ政権は、ペンシルベニア大学への1億7500万ドルの資金提供を一時停止した。2025年4月になると、さらに、コーネル大学への10億ドル、ノースウェスタン大学への7億9000万ドル、ハーバード大学への23億ドルの資金を凍結した。トランプ政権はまた、ブラウン大学とプリンストン大学も攻撃の対象にしている。
2025年4月22日、アメリカ大学協会は150人以上の大学学長が署名した声明を発表し、トランプ政権による「前例のない政府の越権行為と政治的干渉」を公に糾弾した。

## 大統領令

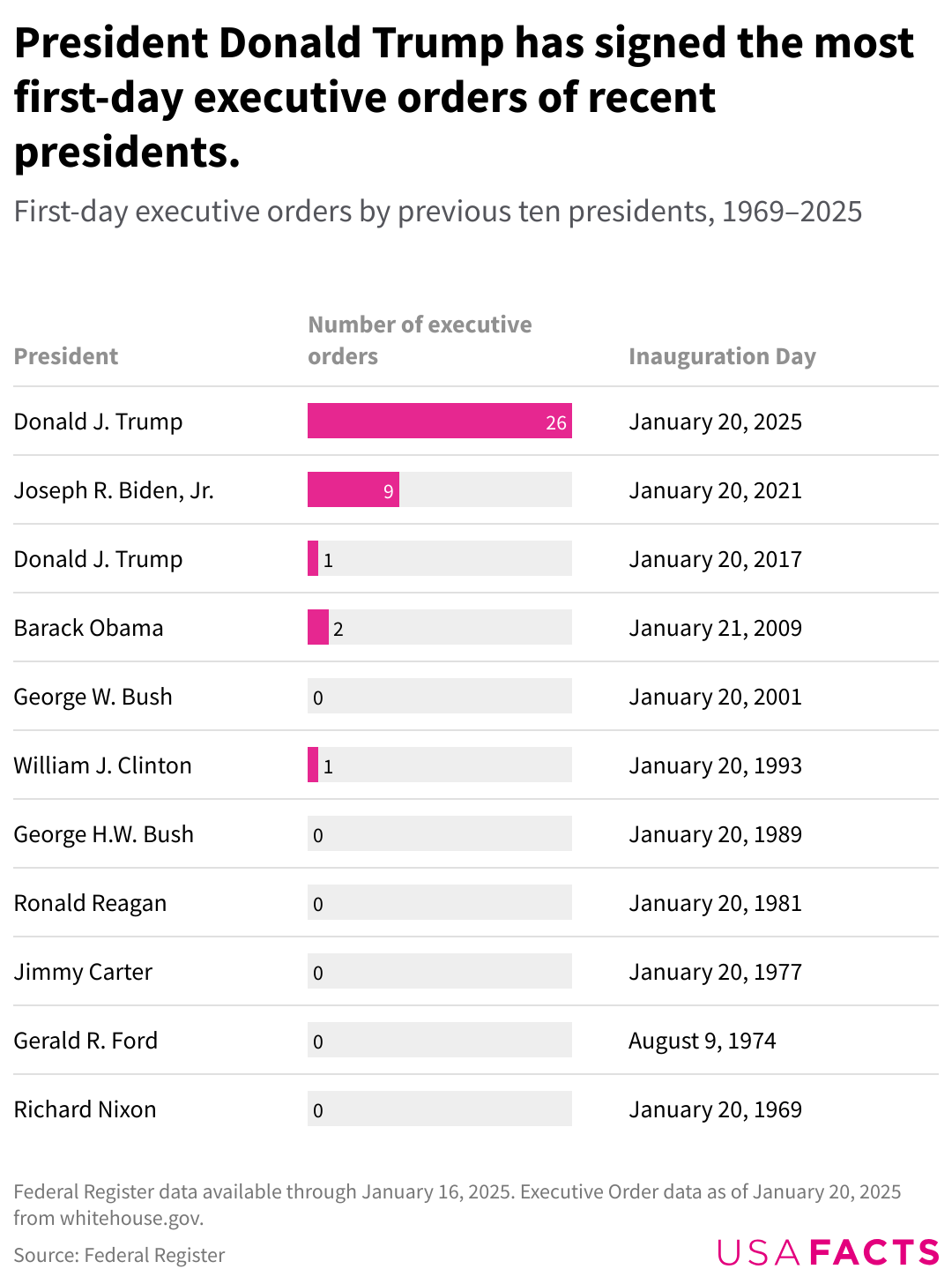
1969年から2025年の過去10人の大統領による初日の大統領令。ドナルド・トランプは、近年の大統領で就任初日に最も多くの大統領令を署名した大統領である。

トランプ大統領は2025年1月20日の大統領就任式に始まり、アメリカ合衆国大統領任期の初日に26件の大統領令という最多の大統領令を署名した。トランプの大統領令に続くのは、2021年1月20日に9件の大統領令を署名したジョー・バイデンであり、バラク・オバマは2件、ビル・クリントンは1件だった。
トランプによる大量の大統領令の署名は、行政権の限界を試すための「衝撃と畏怖（shock and awe）」戦略と評された。Timeの分析により、第2次トランプ政権の4日間に執行された行政命令のほぼ3分の2がプロジェクト2025の提案を「ほぼそのまま、あるいは部分的に反映している」ことが判明しており、Bloomberg Governmentによる分析もその結果を裏付けている。
連邦政府資金に影響する大統領令、連邦政府機関の職員の雇用状況、移民、連邦政府によるプログラム、アメリカ合衆国政府のオンラインリソースの削除など、署名された多数のトランプの大統領令に対して多数の訴訟が係争中となっている。これらの訴訟の大部分は、政府効率化省の設立に関連する大統領令、大統領令14158号、イーロン・マスクとDOGEチームにより多数の連邦政府機関に対して実行に移された出費削減対策と自称される活動に対して提訴された。

## 国内政策

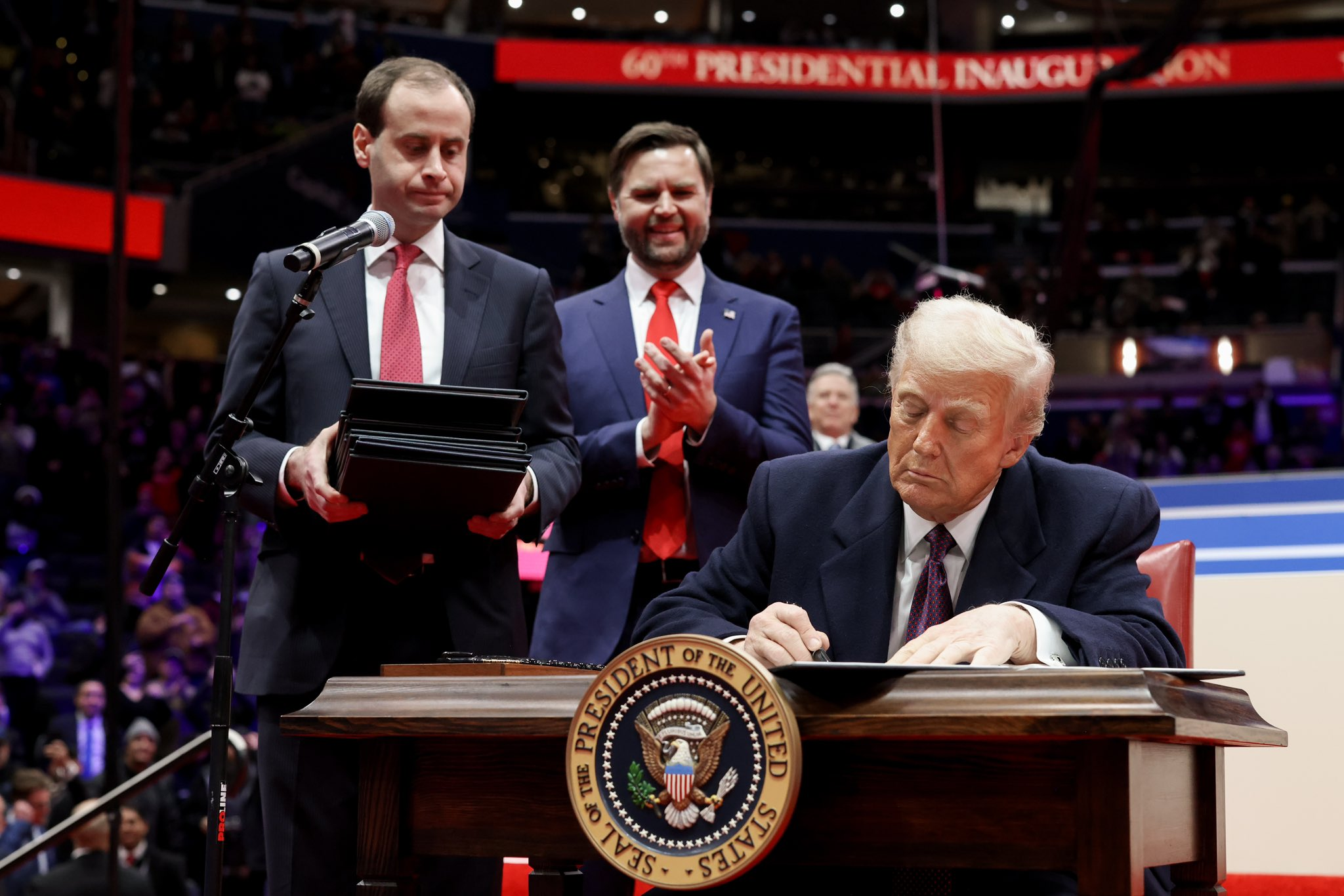
就任初日の2025年1月20日、Capital Oneアリーナで大統領命令に署名しているトランプ。

トランプの2期目の大統領としての政策は、公式の政策計画集であるアジェンダ47で提案されていた。
2025年1月20日に2期目の大統領職を開始したドナルド・トランプは就任早々、WHOからの離脱への指示、2021年アメリカ合衆国議会議事堂襲撃事件の受刑者の恩赦を含めた大統領令に署名した。内容は以下の通り：
- メキシコとの国境に国家非常事態を宣言

- 国境に軍隊を派遣し、壁を追加建設

- メキシコとの国境を越えて来る難民申請者の入国を一時停止

- 国内生まれの子に自動的に米国籍を与えるルールの見直し

- 麻薬カルテルを外国テロ組織に指定

- 難民受け入れプログラムの原則一時停止

- エネルギー非常事態を宣言

- 電気自動車（EV）の普及策の撤廃
- 液化天然ガス（LNG）の新規輸出許可の審査再開
- 米沿岸部の新たな石油・ガス掘削を禁じた前政権の覚書を取り消し
- アラスカのLNGを優先的に開発
- エネルギー開発を阻害する各省庁の規制の見直し
- 人員削減計画ができるまで、政府職員の新規採用の凍結（軍などを除く）
- 政府職員のリモートワークを原則終了
- 「政府効率化省（DOGE）」の新設
- 男性と女性という二つの性のみを認める
- 政府の「DEI（多様性・公平性・包括性）」の取り組み終了
- TikTokのサービス提供の禁止を75日間猶予
- 世界保健機関（WHO）から脱退
- 「パリ協定」からの離脱
- 関税を徴収する「外国歳入庁」の設立の可能性を調査
- 中国人に付与された米国の特許や著作権、商標などの状況を調査
- 連邦議会襲撃事件をめぐって約1500人を恩赦
- アラスカ州の北米最高峰デナリを旧称のマッキンリーに戻す
- メキシコ湾を「アメリカ湾」に改称

トランプは就任前から「就任初日だけ独裁者になる」と公言していた。大統領令に対しては、「メキシコ湾を「アメリカ湾」に改称」についてメキシコ大統領クラウディア・シェインバウムが21日、「私たちにとっても、世界にとっても、メキシコ湾はメキシコ湾と呼ばれ続ける」と反論した。ほか、大統領令に対して22の州の司法長官が21日に、「出生地主義は憲法で規定されていて大統領令は違憲だ」として、東部・マサチューセッツ州の裁判所に差し止めを求める訴えを起こした。司法長官の一人は「大統領は憲法の文言をペンで消すようなことはできない」と非難した。ほか、大統領令で設置を命じられた政府効率化省についても、市民団体が活動の停止を求めて提訴している。

### 妊娠中絶
トランプは2024年4月、妊娠中絶は州に委ねられるべきだと宣言した。その上で、彼はTimeのインタビューで、州に妊娠を監視することを許可し、妊娠中絶を行った患者を刑事告発することを許可すると述べた。トランプは、アリゾナ州最高裁判所が母親の命を救う場合を除いて中絶を犯罪とする1864年の法律を支持したPlanned Parenthood Arizona対Mayes（2024年）の判決を批判し、連邦政府による中絶禁止法には署名しないと述べ、10月にも自身の立場を再確認した。

### 気候変動と環境
2024年4月にマール・ア・ラゴで開催された非公開の夕食会で、トランプは化石燃料の企業に対して、当選すれば環境規制を緩和すると述べ、自身の大統領選挙キャンペーンへの寄付を推奨した。
トランプは「地球温暖化対策は新たな緑の詐欺だ」と主張して民主党政権が加盟したパリ協定から脱退する考えを示している。また、ガソリン価格の抑制策として化石燃料の増産に取り組むとしている。再生可能エネルギーや電気自動車への補助金についても廃止または大幅な縮小に取り組むとしている。
民間の気候変動対策への圧力も強めており、銀行間の国際的な枠組みである「ネットゼロ・アセットマネジャーズ・イニシアチブ」を反トラスト法違反と主張して攻撃し、ゴールドマン・サックス、ウェルズ・ファーゴ、シティグループ、バンク・オブ・アメリカ、モルガン・スタンレー、JPモルガン・チェース、ステート・ストリート、バンガード、ブラックロックなどを脱退させることに成功した。
トランプの気候と環境のための移行チームは、内務長官を務めた元石油業界ロビイストのデビッド・ベルンハルトと、トランプの下でEPAを率いた元石炭業界ロビイストのアンドリュー・R・ウィーラーが率いている。移行チームは、パリ協定からの2度目の撤回を行い、公有地での石油の掘削と採掘を拡大し、環境汚染を終わらせるために働く政府機関を解体するための準備を行っている。一方、移行チームの他の職員たちは、ワシントンD.C.からアメリカ合衆国環境保護庁（EPA）を移動することを論じている。トランプは、最初の任期中に行ったようにBears Ears National MonumentとGrand Staircase–Escalante National Monumentの境界を引き直し、ジョー・バイデン大統領の下で一時停止されていた新しい天然ガスの輸出ターミナルを再開し、さらに、州が独自の環境汚染基準を設定できないようにすると誓っている。
トランプは大統領に就任すると、石油、天然ガス、化学業界のロビイストを環境保護庁の高官に指名し、気候変動や環境汚染を抑制するための多数の規制を撤回させた。トランプは、インフレ抑制法（IRA）とインフラ投資・雇用法（BIL）により発行された気候関連ファンドの支払いの一時停止を命じた。トランプはこれらの資金を「グリーン・ニューディール」と誤って混同していた。

### 刑事司法と法執行機関
トランプは、過去50年間で凶悪犯罪発生率が最低水準となった2024年の後に就任した。AP通信は、犯罪数が歴史的に減少しているにも関わらず、「誤解を招く選挙キャンペーンのレトリック」が原因で多くの投票者が不安を感じていると報じた。

#### 大統領の恩赦と減刑
大統領の移行期間中、トランプはアメリカ合衆国司法省によるワシントンDCにおける起訴とフロリダにおける起訴を取り下げさせると予想されていた。ワシントン・ポストによると、特別検察官のジャック・スミスは起訴を早期に終了し、トランプが就任する前にメリック・ガーランド司法長官に最終報告書を提出することを検討した。最終報告書は2025年1月7日に提出されたが、報告書にはトランプを裁判にかける訴追は含まれなかった。
2025年1月20日に再度大統領職に就任すると、トランプは2021年アメリカ合衆国議会議事堂襲撃事件で起訴された被告たちに無条件の大量恩赦を与えた。再選のための大統領選挙キャンペーン中、トランプは2024年に再選された場合、暴動者たちを恩赦すると何度も発言していた。トランプは刑務所で服役中の14人を名前を明示して減刑し、刑務所内にいた他の200人以上の釈放を実施し、刑事犯罪で起訴されていた1,550人以上の被告たちを恩赦した。500人は懲役を宣告されており、1,358人は刑事犯罪で起訴されていた。

### 多様性・公平性・包摂性
2025年1月、トランプはDEI（多様性、公平性、包括性）の慣行を終わらせることを目的とした2つの大統領令と、トランスジェンダー問題に焦点を当てた1つの大統領令に署名した。2025年2月には、アメリカ合衆国国務省のアメリカ外交官養成局がDEIに関連する「数千ページに及ぶ研修資料へのアクセスを停止」し、内国歳入庁が「税金や金融に関する無難な一節を含め、手続きハンドブックから『多様性』、『公平性』、『包括性』という言葉が含まれている言及をすべて削除した」と報じられた。また、アメリカ合衆国農務省で以前人種的、性的指向、ジェンダー・アイデンティティに基づく差別を減らすことを目的としたポリシーを実施するために働いていたキャリア公務員が「休暇を取るように命じられ、解雇の可能性に直面している」とも報じられている。人事管理局（OPM）の長官代理はさまざまな政府機関の長に2024年11月5日（選挙日）より前にDEIプログラムに従事していた職員は解雇対象とするべきであると伝え、OPMは職員に対して「DEIAに関連する仕事を続けようとしている同僚を通報する」ことを奨励したと報道されている。
2025年1月、航空機とヘリコプターの空中衝突事故で67人が死亡し、2001年以来最悪の米国航空事故となった翌日の記者会見で、トランプは2024年1月のニューヨーク・ポストの記事を読み上げた。その記事では、事実を歪めて「FAAは、同局のウェブサイトに記載された多様性と包括性の採用イニシアチブを基に、重度の知的障害、精神疾患、その他の精神的および身体的状態に苦しむ労働者を積極的に採用している」と書かれていた。

### 経済
トランプはバイデン政権から、経済成長の拡大、低い失業率、インフレの低下を伴う、回復力のある経済を引き継いだ。トランプが2025年1月に就任した時点で、季節調整済み失業率は4%であり、個人消費支出物価指数で測定されたインフレ率は、2025年には2.2%から2.4%の範囲になると予測されていた。ニューヨーク・タイムズと経済政策研究所は、経済状況を「2001年にジョージ・W・ブッシュが大統領に就任して以来、新しく選出されたどの米国大統領に引き継がれた経済よりも良好な状態」と評した。しかし、世論調査では、多くのアメリカ国民が依然として2021年から2023年の急速なインフレーションの影響を感じており、そのことがトランプの再選に部分的に貢献したことが判明している。

### 関税政策
2024年の選挙キャンペーン中、トランプはすべての国、特に中国からの輸入品に対してより高い関税を課すことを約束していた。選挙の勝利後の2024年11月25日、トランプはカナダとメキシコに25%の関税を課し、中国に10%の追加関税を課す大統領令に署名すると述べた。2024年11月30日、トランプはBRICS諸国が新たなBRICS通貨を創設したり、アメリカ合衆国ドルに代わる準備通貨を推進しようとした場合、100%の関税を課すとした。
トランプは、当初掲げていた就任当日の関税賦課は見送ったものの、不法移民や薬物をめぐる取り組みが十分ではないと主張してメキシコやカナダに25%、中国に5%の追加関税を実施すると主張した。その根拠法として国際緊急経済権限法による国家経済緊急事態宣言の発令を検討している。またその他の国々についても一律で10%から20%と追加関税を課す考えを表明している。
2025年2月13日、「相互関税」を発表し、実施に向けた覚書に署名した。
2025年3月12日、日本を含む全ての国から輸入する鉄鋼とアルミニウムを対象に25％の関税を発動した。
2025年4月3日、日本への24％の関税を含む一律10％を基本とした世界各国への相互関税を発表した。

### 教育
トランプは最初の任期中、アメリカ合衆国教育省への資金を削減しながら、同省を批判し続けた。2024年の大統領選挙キャンペーンでは、トランプは教育省を廃止し、教育の管理を個々の州政府に引き渡すというアイデアを積極的に推進していた。

### 親パレスチナ・反イスラエル活動家の取り締まり
トランプはイスラエルへの抗議活動を行った留学生の強制送還を可能とする大統領令に署名し、反ユダヤ主義対策を怠っているとしてコロンビア大学やハーバード大学などアメリカの大学への助成金の見直しをさせており、令状なしで拘束した親パレスチナ活動家のリーダーの永住権を剥奪する方針を示して「これから始まる大量逮捕の1件目であり、コロンビアや他の大学でのテロ支持・反ユダヤ・反米の活動をトランプ政権は容認しない」とトランプは述べている。また、永住権やビザの申請者のSNSに反ユダヤ主義的な投稿がないか検閲するとも政府は発表した。

### 連邦政府と行政権

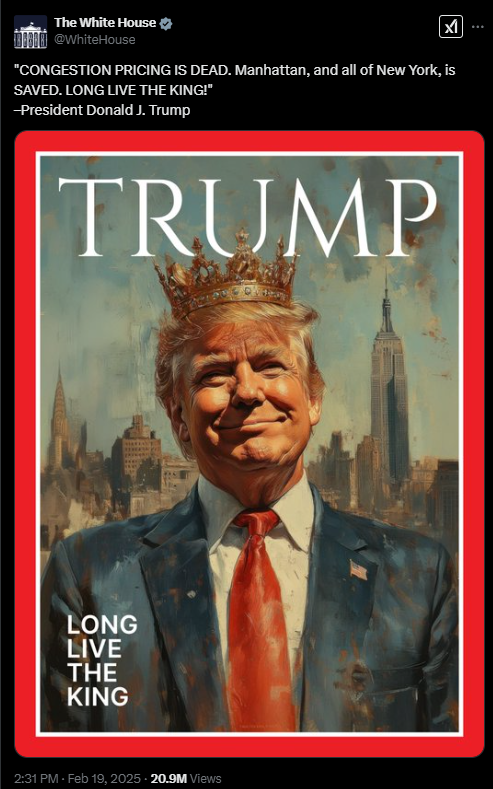
2025年2月19日にホワイトハウス公式アカウントによって投稿された、トランプを王に例えている画像。

第2次トランプ政権は、単一行政権理論を最大限に解釈することを追求してきた。大統領の権限を制約している合衆国議会に関する複数の法律やアメリカ合衆国憲法の複数の部分に異議を唱え、行政府に広範な権限が存在するという主張を行っていることで注目されている。トランプは、FCC（連邦通信委員会）、FEC（連邦選挙委員会）、SEC（証券取引委員会）などの独立した連邦機関を掌握するための大統領令を発令し、報道内容が気に入らないジャーナリストやメディア組織を攻撃し、アメリカ軍やFBIの責任者に自身への忠誠心の高い人物を配置し、自身の政治的利益を促進するために司法省を利用し、裁判所の命令を無視したり自身に不利な判決を下した判事を弾劾することも示唆している。
トランプは2025年2月にTruth SocialとXに「He who saves his Country does not violate any Law（国を救う者は、いかなる法も侵害することはない）」と書き込み、同日ホワイトハウスアカウントがXで再投稿した。その直後の2月19日、ニューヨークの渋滞税に関する投稿で、トランプは「LONG LIVE THE KING（国王万歳！）」と発言して自身を王に例えた。その月の後半、トランプはメイン州知事のジャネット・ミルズに対して、トランスジェンダーのアスリートを女子スポーツから禁止する自身の大統領令に「従う」ように伝え、さもなければ「あらゆる連邦資金」を引き上げる、なぜなら「我々が連邦法である」からだ、と言った。
2025年2月、イーロン・マスクは「すべての連邦政府職員はまもなく先週行ったことを理解することを要求するメールを受け取るだろう（…）返信に失敗した場合は辞職したとみなされる」と宣言した。数時間以内に連邦政府職員は、先週行った仕事について2日以内に返信を求めるメールをアメリカ合衆国人事管理局（OPM）から受け取った。

#### アメリカ合衆国政府のグループチャットのリーク事件
2025年3月、トランプ政権の閣僚を含む上級職員たちが商用メッセージサービスのSignalを利用して間近に迫ったイエメンのフーシに対する軍事計画についてメッセージのやり取りをしており、国家安全保障問題担当大統領補佐官のマイケル・ウォルツがアメリカの雑誌The Atlanticの編集長であるジェフリー・ゴールドバーグを間違ってグループに追加したことにより、 アメリカ合衆国政府のグループチャットのリーク事件につながった。ゴールドバーグはThe Atlanticの記事でチャットの詳細について報道・公開し、ピート・ヘグセス国防長官が間近に迫った軍事攻撃の詳細（F-18航空機の離陸時間、MQ-9ドローン、トマホークミサイル、F-18航空機がターゲットに到達する時刻、爆弾が着弾する時刻など）をチャットで共有していたことを示した。このグループチャットには、副大統領のJ・D・ヴァンス、アメリカ合衆国国家情報長官のTulsi Gabbard、CIA長官のJohn Ratcliffeも参加していた。この事件は、トランプ政権の閣僚や職員が政府で承認されていない通信システムを使用していること、それに関する機密情報の漏洩の可能性、政府の記録保持のための法的義務に反するチャットログの自動削除設定など、複数の問題を提起することになった。

#### DOGE（政府効率化省）
トランプ政権は、イーロン・マスクを長とする暫定組織である政府効率化省（DOGE）を設立し、その上位機関として機能させるために、United States Digital Service（アメリカ合衆国デジタルサービス）をUnited States DOGE Service（アメリカ合衆国DOGEサービス）と改名した。DOGEを設立する大統領令によると、DOGEはコスト削減策を提言する任務を負う部署であり、その正式な目的は「政府の効率と生産性を最大化するために連邦政府の技術とソフトウェアを近代化する」ことである。

#### USAID

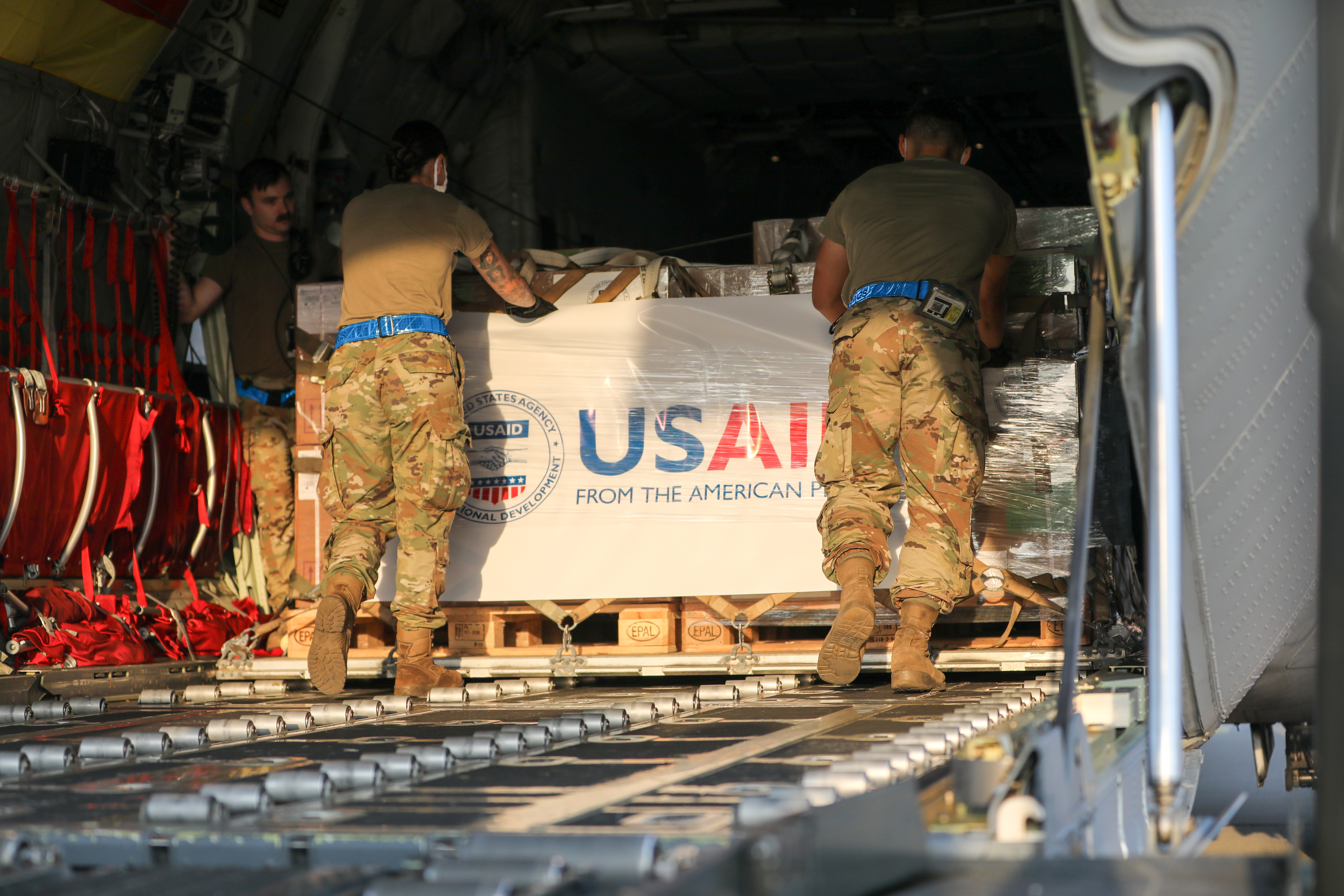
アメリカ合衆国陸軍および空軍の隊員は、USAID（アメリカ合衆国国際開発庁）を支援し、オランダからドイツを経由してレバノンへ、約12,000ポンドの医療キットの輸送を行った。

トランプとDOGEは、当初人道支援プロジェクトを実施・監視する任務を負っていた10,000人規模の機関であるUSAID（アメリカ合衆国国際開発庁）の大部分を解体しようと試みている。USAIDの批判者たちは、プロジェクトの多くが実際にはそれほど人道的ではなく、資金の多くがそれほど有効に使われていないと主張した。
トランプ政権は全世界の活動に90日間の作業停止命令を発令し、委託団体への支払いを行わなかったことにより訴訟を起こされた。作業停止命令により、約30件の臨床試験が中断され、スーダン・チャド国境の戦争難民キャンプの運営、避難したパレスチナ人およびイエメン人への緊急医療支援、ウクライナ難民への暖房と電力の提供、アフリカにおけるHIV治療とエムポックスの監視など、多数のプロジェクトが中断された。HIV Modeling Consortiumの推定では、トランプ政権による2025年1月の資金凍結が原因で、支援中断後の1か月で、サブサハラ・アフリカ地域で成人14,872人、子供1,582人に上る人間がHIVにより死亡したと見られている。
2025年2月、USAIDの警備部長と副部長が、機密情報を入手することを目的とした「DOGEのメンバーがアクセス制限区域に物理的にアクセスしようとするのを阻止した」後、強制的に管理休暇を取らされたことが報じられた。DOGEのメンバーは最終的にUSAIDの情報にアクセスしたが、DOGEにはセキュリティクリアランスがないにも関わらず、メールのデータだけでなく機密情報にもアクセスしたと報じられている。その後、DOGEはUSAIDの職員を強制退去させる権限も取得した。イーロン・マスクはその前に「USAIDは犯罪組織だ」とツイートし、「USAIDが死ぬべき時だ」と述べていた。

#### 連邦政府による資金提供の凍結
2025年1月27日、トランプ政権の行政管理予算局（OMB）は覚書M-25-13を発表し、連邦政府に対して、翌日から「連邦政府の財政援助の義務または支出に関連するすべての活動、および（トランプの）大統領令によって影響を受ける可能性のあるその他の関連する政府機関の活動（外国援助、非政府組織、DEI、Wokeジェンダー・イデオロギー、グリーン・ニューディールに対する財政援助を含むが、これらに限定されない）を一時的に停止する」ための措置を講じるよう命じた。覚書はさらに、この覚書によりトランプ政権は「法律および（トランプの）優先事項に沿って、これらのプログラムに対する資金の最適な用途を決定できる」と述べているが、一方で「メディケアまたはソーシャルセキュリティーの給付」は影響を受けないように除外された。審査対象として、2,600の連邦プログラムが選出された。この覚書により、連邦政府職員、議員、非営利団体の間には非常に大きな不確実性や不安が引き起こされた。

#### 裁判官への攻撃
2025年2月に連邦地裁のポール・エンゲルマイヤー判事がDOGEがアメリカ合衆国財務省の決済システムにアクセスすることを阻止する判決を下した後、トランプは「率直に言って、そんな決定を下すことを許されるべき判事はいない」と述べ、副大統領のヴァンスは「判事は行政府の正当な権限をコントロールすることは許されていない」とコメントした。
複数の連邦裁判官がトランプ政権の行動に対して不利な判決を下した後、2025年2月にホワイトハウス報道官のカロライン・リービットは、「ホワイトハウスで憲法上の危機が起きている」ということを否定し、代わりに「裁判官たちは司法活動家として行動している」、「真の憲法上の危機が起きているのは司法府内だ」と主張した。一方、イーロン・マスクは「即座に複数回に渡って裁判官の弾劾を行うこと（an immediate wave of judicial impeachments）」を提案した。

### 医療
11月14日にフロリダ州のマール・ア・ラゴで行われた演説で、トランプはロバート・F・ケネディ・ジュニアを保健福祉長官に指名すると発表した。ケネディは反ワクチン陰謀論を繰り返し支持しているため、この任命は物議を醸した。アメリカ公衆衛生協会の理事は、ケネディは「すでに国内の健康に甚大な害を与えており」、ケネディは「医療に関する経歴を持たない人物でもある」と述べた。12月、トランプはロバート・F・ケネディ・ジュニアと子供の予防接種プログラムの廃止について話し合っていることを明らかにし、ワクチンと自閉症に関連があるという科学的に反証された主張を推進した。
ロバート・F・ケネディ・ジュニアが、アメリカ疾病予防管理センター（CDC）、国立衛生研究所（NIH）、アメリカ食品医薬品局（FDA）を管轄するアメリカ合衆国保健福祉省（HHS）長官に就任すると、独立した連邦ワクチン諮問委員会の2025年度のインフルエンザワクチン選定会議が延期・中止された。NIHでは、ワクチン忌避に関する研究が中止され、COVID-19ワクチンを実現したmRNAワクチンに関する様々なプロジェクトも廃止される恐れがある。CDCは、すでに科学的に否定されており、反ワクチン陰謀論の主張に利用されていたワクチンと自閉症の関係について研究することを計画している。3月28日には、COVID-19ワクチンの短期間での開発を実現したオペレーション・ワープ・スピードを主導したFDAのピーター・マークが辞任に追い込まれた。マークは辞任の手紙の中でロバート・F・ケネディ・ジュニアを強く非難し、「HHS長官が望んでいるのは真実と透明性ではなく、むしろ自身の誤情報と嘘に対する従順な確認であることは明らかになった」と書いた。

### 移民

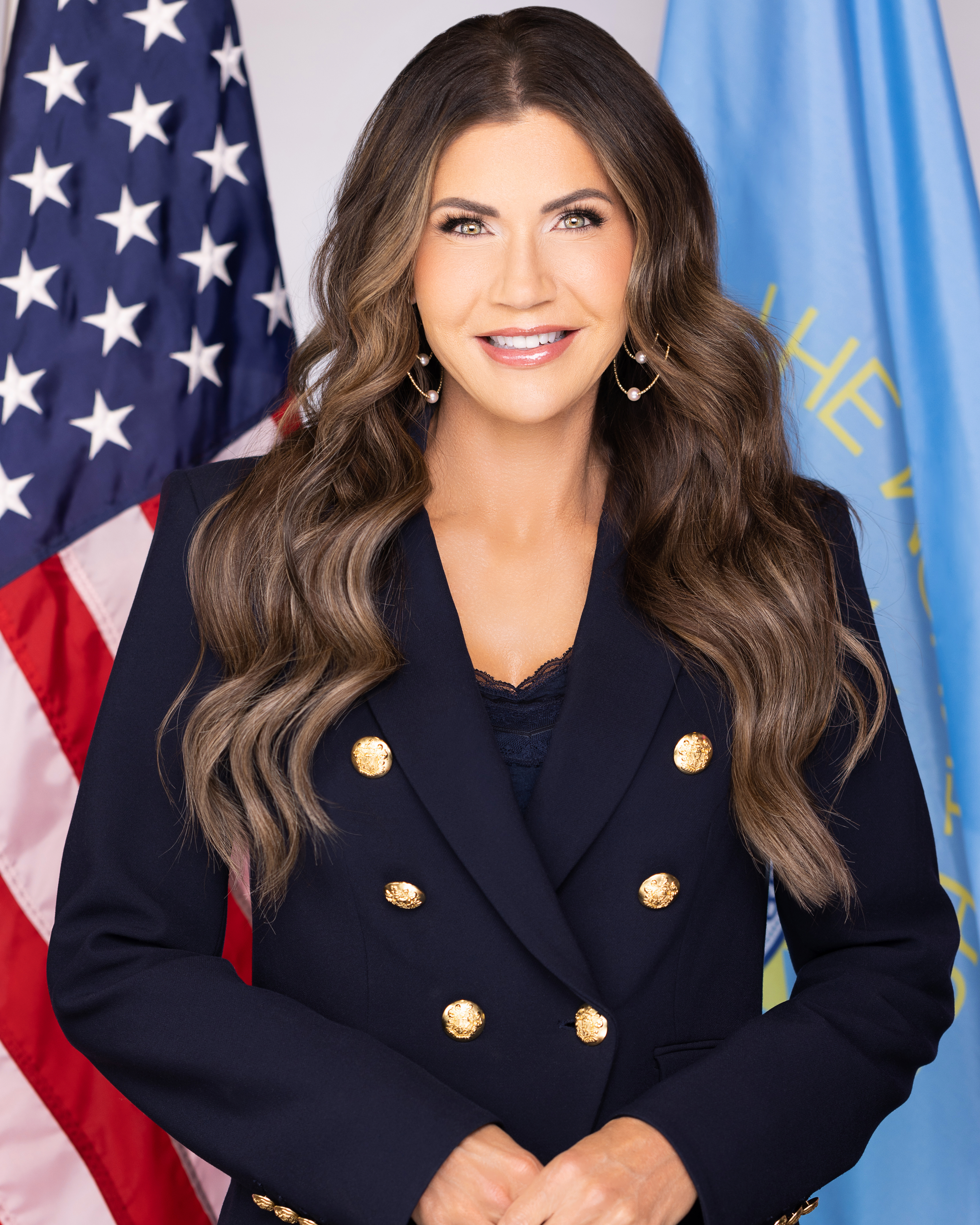
アメリカ合衆国国土安全保障長官のクリスティ・ノーム

ニューヨーク・タイムズによると、トランプは、第1次政権中に課した入国管理政策を拡大し、復活させる意向を示している。その中には、イスラム教徒に対する渡航禁止、感染症を保有していると主張して難民申請者を追放すること、移民・税関執行局（ICE）の大量強制送還を支援するために警察官やアメリカ軍の兵士を派遣すること、広大な拘留収容所を設立することなどが含まれる。トランプは大統領選挙勝利後、こうした強制送還を実施することに「費用は惜しまない（there is no price tag）」と述べた。

### LGBTQの人々の権利
トランプは2024年の選挙キャンペーンで、最近のLGBTQ関連政策を覆し、ジェンダーアイデンティティとトランスジェンダーの権利に関する連邦政府のガイドラインを再構築することを目的とした一連の提案を詳述した。トランプは「初日」に、トランスジェンダーの学生が自身のジェンダーアイデンティティに合致するトイレ、ロッカールーム、代名詞を使用する権利を保護するためにバイデン政権が行ったタイトルIXの解釈の拡大を撤回すると述べた。トランプはまた、「批判的人種理論、トランスジェンダーの狂気、およびその他の不適切な人種的、性別に関する、政治的なコンテンツ」を推進する学校への連邦政府による資金援助を廃止することを約束した。

### 軍隊
2024年11月、トランプの移行チームは、アフガニスタンからの撤退に関与した軍当局者のリストを作成し、彼らを軍法会議にかけることができるかどうか調査していたと報じられた。さらに、一部の当局者が反逆罪に該当する可能性があるかどうかを含め、撤退を調査するための委員会を設立することも検討していた。トランプは選挙活動中、アメリカの領土で軍隊を利用して「内なる敵（the enemy from within）」と戦うことを約束し、その敵を「急進左派の狂人（radical left lunatics）」やアダム・シフのような民主党の政治家だと表現した。就任後、トランプは軍隊を政治化し、文化戦争の話題を導入していると評された。

### 宗教
ドナルド・トランプの大統領選挙キャンペーンは、キリスト教ナショナリズムのシンボル、レトリック、アジェンダを利用している。トランプはキリスト教の宗教的イメージを自身のイデオロギーに織り込み、それを「無神論者、グローバリスト、マルクス主義者」に対する「正義の十字軍」として特徴づけようとしている。

### 科学

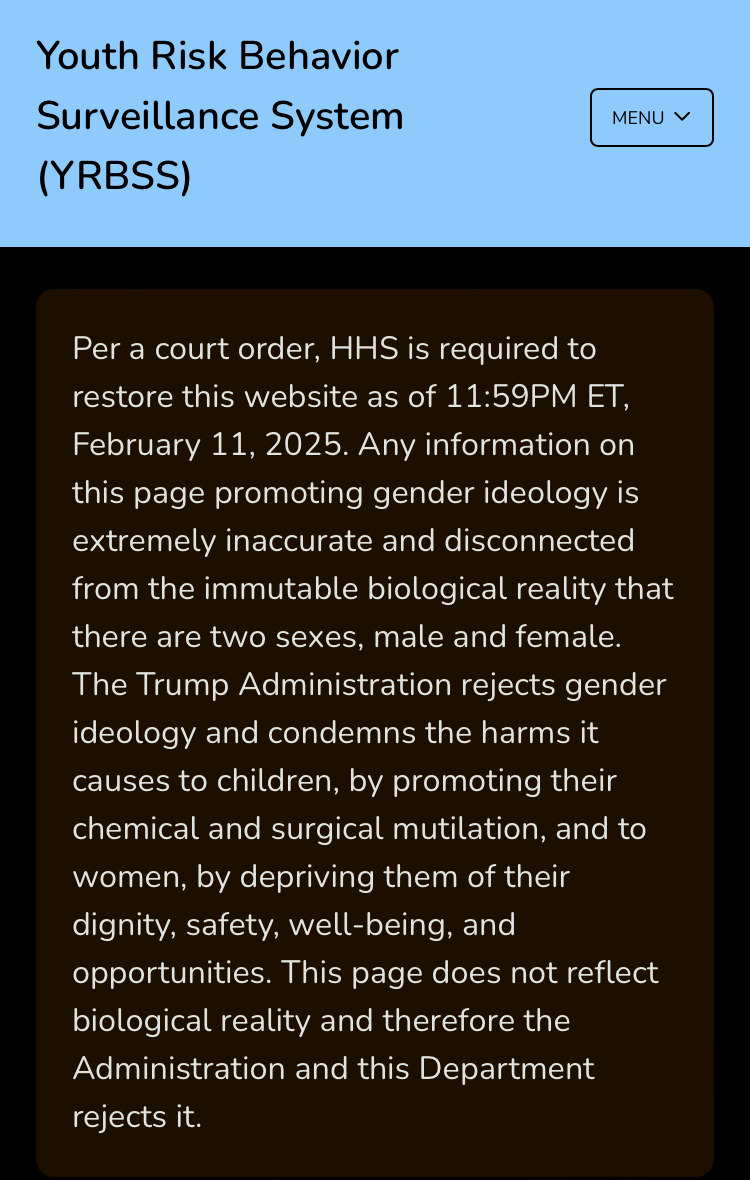
ジェンダーや多様性に関する政府機関の多数のウェブページは、削除後に裁判所の命令によって復元されたが、ジェンダーと性別に関する管理者の信念に関する免責事項が表示されるようになった。

大統領令に対応するために、LGBTQ問題、ジェンダー、気候変動、人種の多様性に関連のある科学研究資金が凍結されたり、関連するデータが削除されたりした。さらに、連邦政府全体に渡る多数の科学研究機関で大規模な解雇が実施されている。
アメリカ国立科学財団（NSF）は研究者への助成金の支払いを停止し、多くの研究者が給与を受け取れない状態になった。科学者がどの研究提案に資金提供を行うかを決定する助成金審査委員会は、科学者の多様性の向上、国際協力、環境に優しい技術の研究など、ドナルド・トランプの大統領令で禁止された可能性がある活動を支援するプロジェクトを再検討するために、一時停止された。2月2日の裁判所の一時差止命令により、NSFの資金の凍結は解除されたが、審査委員会は依然として一時停止されたままであった。2025年2月4日、NSFは職員の25%から50%を解雇すると発表した。2月18日、NSF職員の10%（168人）が解雇された。解雇は試用期間中の職員（現在の役職について1年未満の職員）を対象としていたが、実際に解雇対象にされた職員の中には、人事管理局（OPM）によって1月に知らぬ間に再配置された1年以上の経験を持つ職員や、常勤職員も含まれていた。
トランプ政権は1月27日、国立衛生研究所（NIH）の助成金資金の凍結を命令し、その470億ドルの予算の大部分を凍結した。この命令は法的異議申し立て後に裁判所によって撤回するように命令されたが、トランプ政権はNIHの業務を行うために必須となる「連邦官報」への会議計画の掲載を拒否するという規則の抜け穴を利用したため、助成金の凍結は継続された。2月7日、NIHは研究機関への助成金の間接費（indirect costs）の支援を助成金の金額の15%に制限すると発表した。間接費とは、研究プロジェクト自体には直接利用されないが、研究機関の施設の賃貸料、暖房や電気などの公共料金、清掃員や管理職員など、研究を支援するために必須となる費用を賄うための資金である。間接費は通常30%から70%の範囲であるため、間接費の削減は研究機関にとって重大な影響があり、もし実行されれば、解雇、採用凍結、研究プロジェクトの終了を余儀なくされる恐れがある「数千万から数億ドル」の資金損失を意味する。この削減は、「プロジェクト2025」の中で以前概説されていたものと同様のもので、「プロジェクト2025」の主張では、いわゆる「左派のアジェンダ」や多様性、公平性、包括性（DEI）への取り組みを支持する補助金であると特徴づけられたものと戦うためであるとされていた。トランプ政権のこの行動に対して、22の州の司法長官が共同で訴訟を起こし、2月10日に資金の削減は一時停止された。2月15日、NIHは1,000人から1,200人の職員を解雇した。この削減により、大学は生物医学研究や医科大学院プログラムへの大学院生の入学と博士研究員の採用を一時停止または削減せざるを得なくなり、NIHはさらに学部生のインターンシップとポストバカロレアプログラムを中止した。3月中旬の報告では、NIHが20,000人の職員中、3,400人から5,000人を解雇する見込みであると述べられている。
アメリカ疾病予防管理センター（CDC）の社会的脆弱性指数と環境正義指数は、健康リスクの格差を測定していたが、同機関のウェブサイトから削除された。1月31日には、大統領令14168号により、連邦政府機関は「ジェンダー（gender）」の代わりに「性（sex）」を使用し、男性と女性の性別のみを認めることが義務付けたため、データポータル全体が完全にシャットダウンされた。HIV、肝炎、性感染症、結核などの疾患を追跡するためのインタラクティブなCDCツールであるAtlasPlusも停止された。ジェンダー・アイデンティティと性的指向に関する国勢調査のウェブページはオフラインになり、HIVとLGBTQ+の若者に関するCDCのページも抹消された。アトランティックによると、トランプ政権は特定のキーワードを含むCDCのコンテンツを標的にして置き換えた。標的にされたキーワードは「pregnant people（妊娠した人々）、transgender（トランスジェンダー）、binary（バイナリー）、non-binary（ノンバイナリー）、gender（ジェンダー）、assigned at birth（出生時に割り当てられた）、binary（原文ママ）、non-binary（原文ママ）、cisgender（シスジェンダー）、queer（クィア）、gender identity（ジェンダー・アイデンティティ）、gender minority（ジェンダー・マイノリティ）、pronouns（人称代名詞）に関するすべて」が含まれる。2月15日の週末には、約750人のCDC職員が解雇され、上層部の10%（1,300人）が解雇通知を受け取ると述べた。アメリカ食品医薬品局（FDA）は、医薬品の開発者がさまざまな集団に対する医療処置の効果を試験することを奨励する、臨床試験の多様性に関するオンライン資料を削除した。
裁判所の命令により、多数のウェブページが復元されたが、ウェブサイト上にはトランプ政権の信念を表明する警告文が挿入され、性別には2種類しか存在せず、「ジェンダー・イデオロギー」には反対するというメッセージが書かれている。
アメリカ海洋大気庁（NOAA）での解雇は、2025年2月27日に880人の従業員（組織の約5%）が解雇されたときに始まった。トランプ政権側は、国立気象局（NWS）の気象学者などの重要な従業員は解雇されなかったと主張したが、NWS内部の情報源はCBSニュースに対し、実際には気象学者もレイオフに含まれていたと報告している。
一部の事例では、政府は科学者の再雇用を試みている。たとえば、核兵器を監督していたエネルギー省（DOE）の国家核安全保障局の技術職員は2月13日に解雇されてしまったが、連絡に使用していたメールを切断してたため、再雇用を求めるための連絡ができなかった。農務省（USDA）は、同時期の週末に現在進行中の鳥インフルエンザのアウトブレイクの活動に取り組んでいた複数の科学者を解雇し、再雇用を試みた。CDCの疾病情報サービスのメンバーは、自分たちの役職が廃止されたと告げられたが、激しい抗議が行われると、その決定は覆された。
3月31日、トランプ政権による科学への攻撃の危険性を警告する、アメリカ市民に向けた公開書簡が公開された。公開書簡は、アメリカ科学アカデミー、アメリカ技術アカデミー、アメリカ医学アカデミーの1,900人以上の科学者により署名され、大学に対する脅迫、連邦政府の助成金の取り消し、イデオロギーに基づいた助成金の審査、連邦政府期間の大規模な解雇、辞職、検閲などの危険性を訴えている。公開書簡は「現在、本当の危険を目前にしています（…）私たちが持っている政治的信念は様々ですが、独立した科学研究を保護したいと心から願う研究者として団結しています。私たちは今、明確なSOSの警告を発しています――この国の科学研究システムは、今壊滅に向かおうとしています（…）この国の研究研究システムが解体されてしまえば、科学的優位性を失ってしまい（…）損害から回復するためには数十年もの時間がかかってしまう可能性があります」と警告している。

## 対外政策

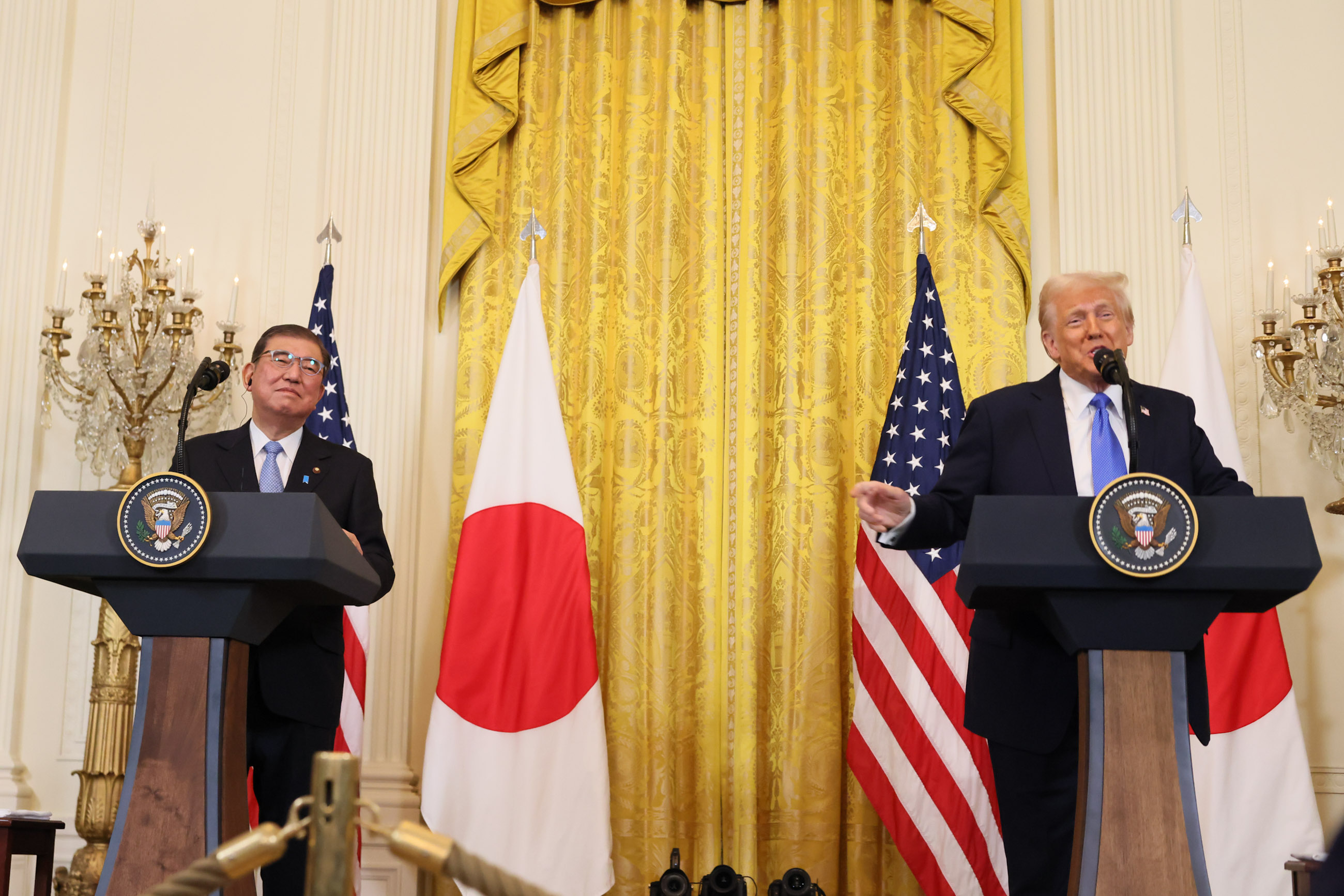
トランプと日本の総理大臣石破茂、ホワイトハウス、2025年2月7日

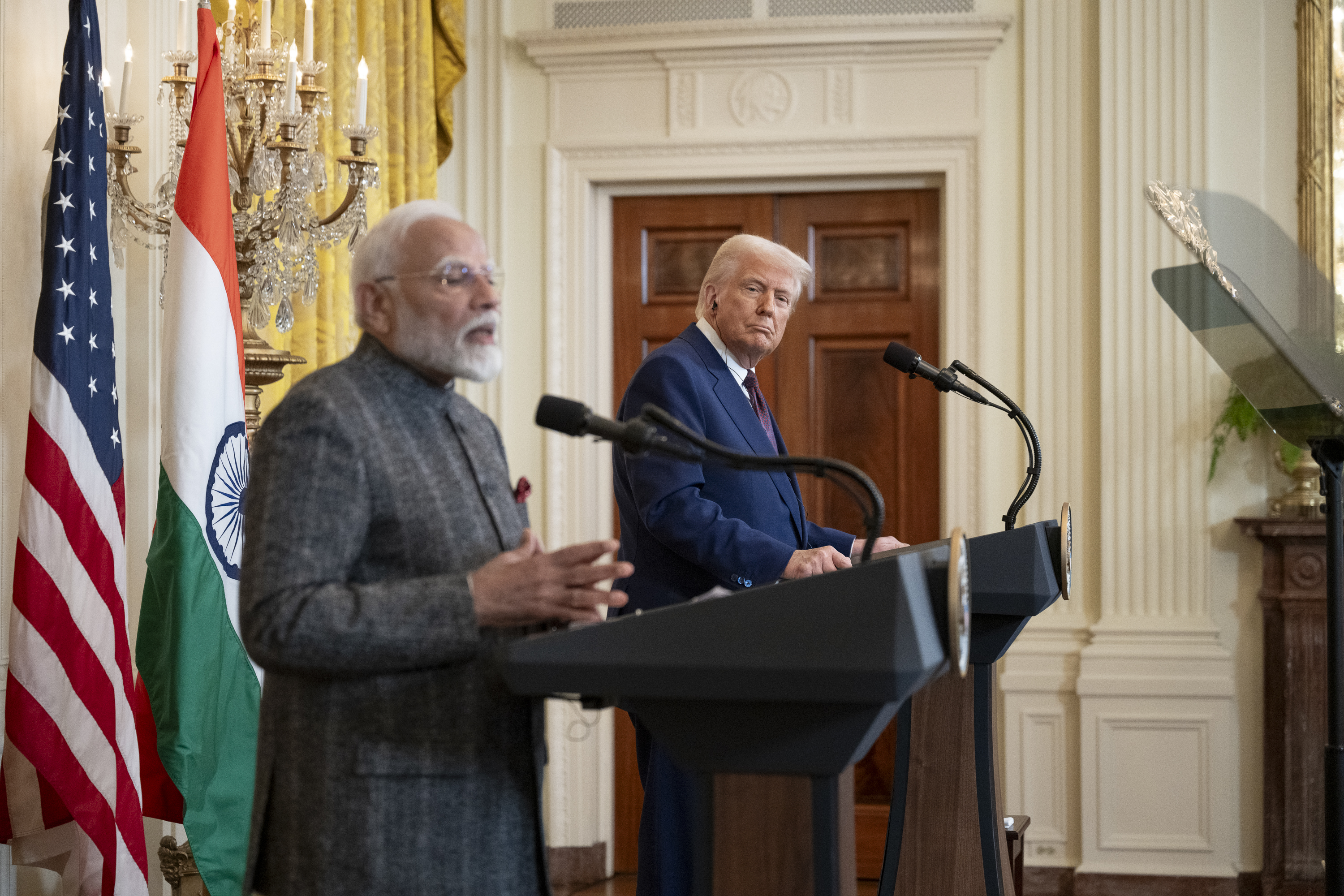
トランプとインドの総理大臣ナレンドラ・モディ、ホワイトハウス、2025年2月13日

トランプの2期目の外交政策は、帝国主義的政策と膨張主義的政策の両方を混合したものとして描写されている。トランプは現実主義的かつ孤立主義的な「アメリカ・ファースト」外交政策アジェンダを積極的に推進してきた。同盟国との関係は取引的であり、無関心なものから敵対的なものまで様々で、同盟国に対して経済的な関税を課したり領土を併合すると脅迫した。トランプは、ロシアのウクライナ侵攻においてロシアの側に付き、1945年以降のルールに基づく自由で開かれた国際秩序の崩壊と多国間主義の決裂を招いたと描写されている。

### 拡張主義
トランプは就任演説でマニフェスト・デスティニーを公言した初めての大統領となり、火星に星条旗を立ててアメリカの影響力を宇宙に拡大していくとも述べた。
1月7日には、メキシコ湾を「アメリカ湾」に名称変更することを提案した。これに対し、メキシコのクラウディア・シェインバウム大統領は、メキシコ湾という名称は何世紀にもわたり国際的に認められてきたものだと反論し、その上で北アメリカ大陸にスペイン語で「アメリカ・メヒカーナ」（英語でメキシカン・アメリカ）と書かれた1600年代の地図を示しながら、北米の名称をこれに変更するよう逆提案した。

#### カナダ
また、カナダに対しても2024年12月にカナダから輸入される全ての製品に一律75%の追加関税を課すことを表明したことを受けて、ジャスティン・トルドー首相と行われた会談において、「カナダは貿易や移民の問題に対処しないことで生じる高い関税で経済が疲弊するのであればアメリカの51番目の州になるべきだ」と主張した。
2025年1月8日には、SNSにカナダやグリーンランドをアメリカ領土であると主張する地図を投稿した。
ほか、カナダ・メキシコからの輸入品全体に25%の関税をかけるための大統領令に署名。中国にも10%の追加関税をかけることを発表した。各国からの薬物・不法移民流入を「緊急事態」と認定し、危機が終わるまで課税を続け、カナダ産の石油や重要鉱物などには10%の軽減税率を適用する。
カナダに対しては2月4日輸入分から適用、報復措置が取られた場合、さらなる税率の引き上げや対象品目の拡大に踏み切るとした。期限は、カナダが合成麻薬フェンタニルや医療用麻薬オピオイドなどの密輸業者の取り締まりと国境警備に協力するまで、メキシコは薬物対策で米国に協力するまでとされている。
カナダ側からは反発が相次いだ。オンタリオ州のダグ・フォード州知事は「貿易関係からの離脱に非常に失望している。カナダにはもはや、激しく反撃するほかに選択肢はない」とXに投稿。マーク・カーニー元イングランド銀行（中央銀行）総裁もXに「カナダとして統一した対応が必要だ」と投稿した。国内からも、全米鉄鋼労働組合が「私たちは確かに貿易システムの改革を求めてはきたが、カナダを責め立てることは前進への道ではない。カナダの関税政策を撤回してほしい」と再考を求めた。

#### グリーンランド
トランプは1期目の際もグリーンランド購入の意向を表明していたが、2期目就任に先立ちさらに野心を隠さなくなっている。デンマークに対して、グリーンランドの領有権を放棄しなければ高関税などの経済制裁や軍事的な実力行使も辞さないと発言している。

#### パナマ運河
また、かつて米国がパナマに返還したパナマ運河についても中国が実質的に支配してるという見解を示した上で「パナマは想像を絶する通航料をぼったくっている」として米国に管理権を返還させると主張している。

#### ガザ地区
2025年2月には2期目の就任後初めてホワイトハウスで会談した外国首脳であるイスラエルのベンヤミン・ネタニヤフ首相との共同会見で、パレスチナのガザ地区をアメリカが領有して住民を他国に移住させて土地を更地にしたのちに再開発する意向を示し、米軍の派遣も「必要であれば、そうする」と示唆した。

#### コロンビア
不法移民の強制送還先となっていたコロンビアは当初「コロンビアからの移民を犯罪者のように扱うべきではない」（グスタボ・ペトロ大統領）として、受け入れ拒否の構えを見せた。しかしトランプが、コロンビアからの全ての輸入品に25％の緊急関税を実施して、1週間後に関税を50％に引き上げ、コロンビア政府当局者に対する入国禁止とビザ（査証）取り消し、コロンビア人や貨物の入国審査・税関手続き強化を発表し、「こうした措置は始まりに過ぎない」と恐喝を行うと、一転して受け入れを表明した。不法移民を巡ってはメキシコも受け入れを拒否したほか、ブラジルも自国民が手錠をかけられ連行されたことを「恥ずべき行いだ」として非難するなど各国との軋轢を生んでいるが、左派政権であるコロンビアを「見せしめ」として脅迫したと見られている。
26日、米国内の不法移民を送還する軍用機の着陸を拒否したとして、南米コロンビアに報復措置をとると表明した。具体的な報復措置の内容は：
- 全製品への25％の緊急関税
- 1週間後に関税の50％への引き上げ
- コロンビア政府当局者や同調する国の関係者、支持者に対する入国禁止とビザ（査証）取り消し
- コロンビア人や貨物の入国審査・税関手続き強化
- 経済制裁の徹底

#### ソマリア
2月1日、イスラム国（IS）幹部らの潜伏先であるソマリアに空爆を実施。トランプ自身はSNSで「洞窟に隠れ、米国と同盟国を脅かしていた。ISや、米国人を攻撃しようとする他の全ての者たちへのメッセージは『必ず見つけ出し、必ず殺す！』ということだ」と投稿した。

### ロシアとウクライナ
ロシアのウクライナ侵攻に関しては、かねてから自分が大統領に就任すれば1日以内に停戦合意を仲介すると主張しており、実際1月22日にはウラジーミル・プーチン大統領がウクライナでの戦争を終わらせなければ、ロシアに高関税と追加制裁で対応すると警告したと報じられている。さらに旧友で中東担当特使のスティーブ・ウィトコフを介してロシアとの交渉も開始した。
2月1日、ウクライナ・ロシア担当特使を務めるキース・ケロッグが、ウクライナに対して選挙を実施するよう要請した。

#### 2025年のトランプ・ゼレンスキー会談

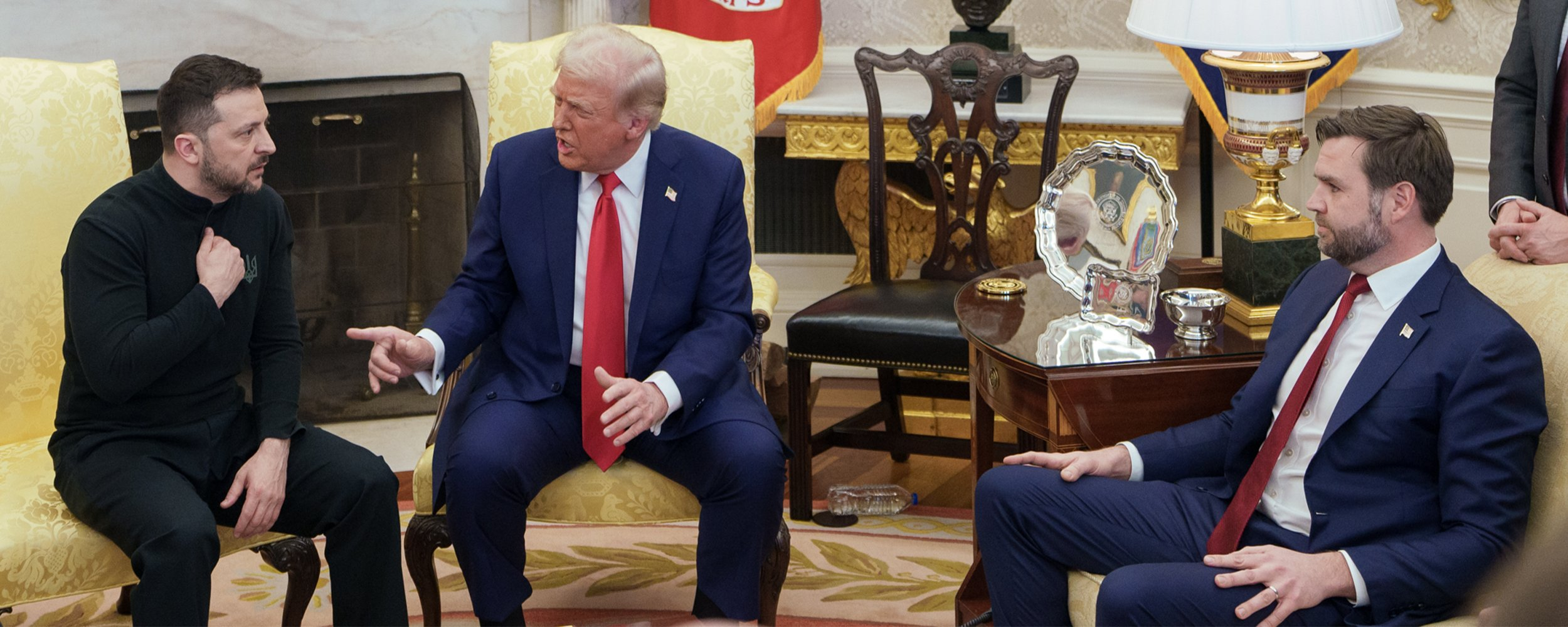
左から右に、議論中のゼレンスキー、トランプ、ヴァンス

2025年2月28日、アメリカ合衆国大統領ドナルド・トランプとウクライナ大統領ウォロディミル・ゼレンスキーは、ワシントンD.C.のホワイトハウスで、2022年ロシアのウクライナ侵攻の中、非常に対立的な会談を行い、その模様が生放送された。会談は予想されたウクライナ・アメリカ鉱物資源協定の署名が行われることなく、また明確な戦争の解決策も示されることなく、突如打ち切られた。会談の中で、トランプとアメリカ合衆国副大統領J・D・ヴァンスはゼレンスキーを批判し、しばしばゼレンスキ―の発言の声をかき消すような形になった。この会談は、アメリカ合衆国の歴史において、現職の大統領が訪問中の国家元首をカメラの前で公然と批判した初めての事例となった。結局、トランプはゼレンスキーにホワイトハウスから出ていくように求め、交渉は打ち切られた。

### 中国
米中貿易戦争や新型コロナウイルス感染症の世界的流行で対立した1期目の流れを引き継ぐ形で中国に関しては対中強硬派を政権の要職に据えているが、一方で大統領就任式での前例がない習近平党総書記への招待や就任して間もなく電話協議を行って個人的に良好な関係を強調するなどトランプ自身は硬軟織り交ぜた対中姿勢も示している。台湾問題に対しては、台湾を「アメリカから半導体産業を盗んだ」と非難して台湾の半導体に100％の関税を行うと述べており、台湾有事に関する意見では「決してコメントしない」と発言し、就任前には150％から200％の対中関税での対応のみに言及していた。また上述の様に交渉の余地があるとしてTikTokの禁止措置を延期させて「たくさんある中国製品のなかで、おかしな動画を見てる若者を監視するのが、中国にとって重要だろうか？」と安全保障上のリスクに懐疑的な姿勢を示し、アメリカの株式市場に打撃を与えた中国製人工知能のDeepSeekについても「ポジティブに見ている」と評価し、TikTokなどの交渉次第で関税軽減を示唆し、「私は対中関税をむしろ使いたくない」と述べてあくまで関税を交渉に強力な手段と認識する発言もしており、安易な対中強硬論者とは言い難い側面を持つ。
ネオコン的・反共主義的と思われたマルコ・ルビオ国務長官も「台湾の独立には反対」と表明するなど中国に対してはディールを前提とした軟硬入り混じる対応を取っている。

## 倫理
政治批評家たちにより、トランプの2期目の大統領職は、1期目よりもビジネス活動の禁則や潜在的な利益相反に対するガードレールが少なくなっており、トランプ自身に直接影響する機会がより多くあると評されている。トランプは自分自身や賛同者たちのために、汚職を防ぐために行われてきた活動や倫理基準を撤回または縮小したり、自分と関係のある政治家に対する汚職の起訴を取り下げさせたり、詐欺や不正行為を調査する役職である監察総監たちを解雇してきた。ニューヨーク・タイムズは、政府機関や「彼が気に入らない誰もを証拠なしに汚職や犯罪で非難するために、トランプは『薄い空気から』統計を作り上げている」と記述した。第2次政権では、トランプは数十年に渡る倫理的規範を破っていると評されている。

### 利益相反
トランプの2期目の大統領職には、1期目の就任時には存在しなかった多数の潜在的な利益相反がある。株式公開企業のTruth Social、暗号通貨のベンチャー企業、国営団体に関する新しい国外の不動産取引、トランプブランドの商品を販売する複数のブランディングおよびライセンス取引などが存在する。
2024年の大統領選挙キャンペーンは、個人的なビジネスと政治資金調達が「前代未聞で」混同されていたことで注目された。トランプは、大統領選挙キャンペーン用ではない自分の個人アカウントで、59.99ドルの聖書、399ドルのスニーカー、99ドルの「Victory47」コロン、99ドルのトランプブランドのNFTデジタル・トレーディングカードを宣伝した。トランプの選挙キャンペーンは、トランプ自身が所有する企業、特にマー・ア・ラゴリゾートとトランプ・ナショナル・ドラール・マイアミで多額の選挙資金を使用していることが知られている。
選挙当選後、トランプは1期目と同様の倫理的コミットメントの対応を行い、自身のブランディングや不動産への関与を手放さなかった。また、独立した受託者が管理する信託に資産を移すこともしなかった。トランプは自身で正式な倫理ガイドラインを採用しなかった。
2025年3月、トランプはホワイトハウスのサウス・ローンにイーロン・マスクが所有するテスラの車を展示し、「ある種の売り込み」のようなメモを持って車を称賛した。The Nationは、これを「恥ずかしげもなく腐敗している」と評した。
トランプの閣僚も、潜在的な利益相反を多数抱えていることが指摘されている。Campaign Legal Centerの調査では、資金の撤回を必要とするはずの467件以上の利益相反が発見されており、そのうち最も多い106件はハワード・ラトニックに属している。Trump Mediaは、FBI長官に指名されたカシュ・パテルと教育長官に指名されたリンダ・マクマホンに、それぞれDJTの株式25,946株を贈与しており、2025年1月31日時点でそれぞれ合計779,400ドルになった。また、トランプは自身の息子にも数千の株式を贈与した。

### 暗号通貨のミームコイン
1月17日、トランプは暗号通貨ミームコイン「$Trump」を立ち上げ、宣伝した。このミームコインは数時間以内に50億ドル以上の市場評価額（希薄化後時価総額は270億ドル）に急騰し、トランプは、コインの供給量の80%を所有している自分自身が所有するCIC Digital LLCという企業を通じて個人的な利益を得た。2日以内に、$Trumpコインは世界で19番目に評価額の高い暗号通貨となり、総取引価値は130億ドル近く、1月19日までに発行された2億トークン（各64ドルの評価額）を基にすると、合計290億ドル相当の取引があった。
トランプの仮想通貨ベンチャー企業は、倫理専門家や政府監視団体から批判されている。また、このベンチャー企業や外国政府がコインを購入する可能性が存在することから、アメリカ合衆国憲法第1条にある外国報酬条項に違反する恐れがあることも指摘されている。

## 歴史的な評価と世論

### 評価
Christina Pagel教授は、トランプ政権の最初の数々の行動を「前権威主義国家の特徴に対応する5つの広範な領域」を識別するベン図にマッピングした。これらの5つのドメインは、民主的な制度と法の支配を弱体化して、連邦政府を解体する。贈賄と汚職からの社会的な保護と権利を解体する。反対意見を抑制し、情報を管理する。科学、環境、健康、芸術、教育を攻撃する。攻撃的な外交政策とグローバルな不安定化である。
ジャーナリストのマーティン・サンドゥ（Martin Sandu）と権威主義政治研究者のアレックス・ノリス（Alex Norris）は、ドナルド・トランプの2期目の大統領としての行政権の最大限の解釈について、広範な大統領命令、連邦政府資金の凍結、政敵とメディアに対する行動、2021年の自主クーデータの試みに関与した人々の恩赦、イーロン・マスクのいわゆる政府効率化省の活動、その他同様の活動を自主クーデターの試みであると記述した。
政治家学者のLee Morgenbesserは、DOGEの活動は国家捕獲の一形態であると論じている